# 2122 Pyatiletka
Pyatiletka (asteróide 2122) é um asteróide da cintura principal, a 2,3314872 UA. Possui uma excentricidade de 0,0293135 e um período orbital de 1 359,63 dias (3,72 anos).
Pyatiletka tem uma velocidade orbital média de 19,21833237 km/s e uma inclinação de 7,89086º.
Esse asteróide foi descoberto em 14 de Dezembro de 1971 por Tamara Smirnova.